# 薄葉畫眉草
薄葉畫眉草（学名：Eragrostis tenuifolia）为禾本科畫眉草屬下的一个种。

## 扩展阅读
- 維基物種上的相關：薄葉畫眉草